# 소말리아 축구 국가대표팀
소말리아 축구 국가대표팀(소말리어: Kooxda Qaranka Soomaaliya)은 소말리아를 대표하는 축구 국가대표팀으로 소말리아 축구 연맹에서 관리한다. 아프리카 축구 최약체로 분류되는 팀들 중에 하나로 1958년 케냐와의 국제 경기 데뷔전에서 0-5로 대패했다. 본래 홈 구장은 모가디슈 스타디움이지만 소말리아 내전으로 인한 안전 문제를 고려해 현재 인근의 지부티의 원래 홈 구장인 엘 하즈 하산 굴레드 압티돈 스타디움을 임시 홈 경기장으로 사용하고 있다.

## 개요

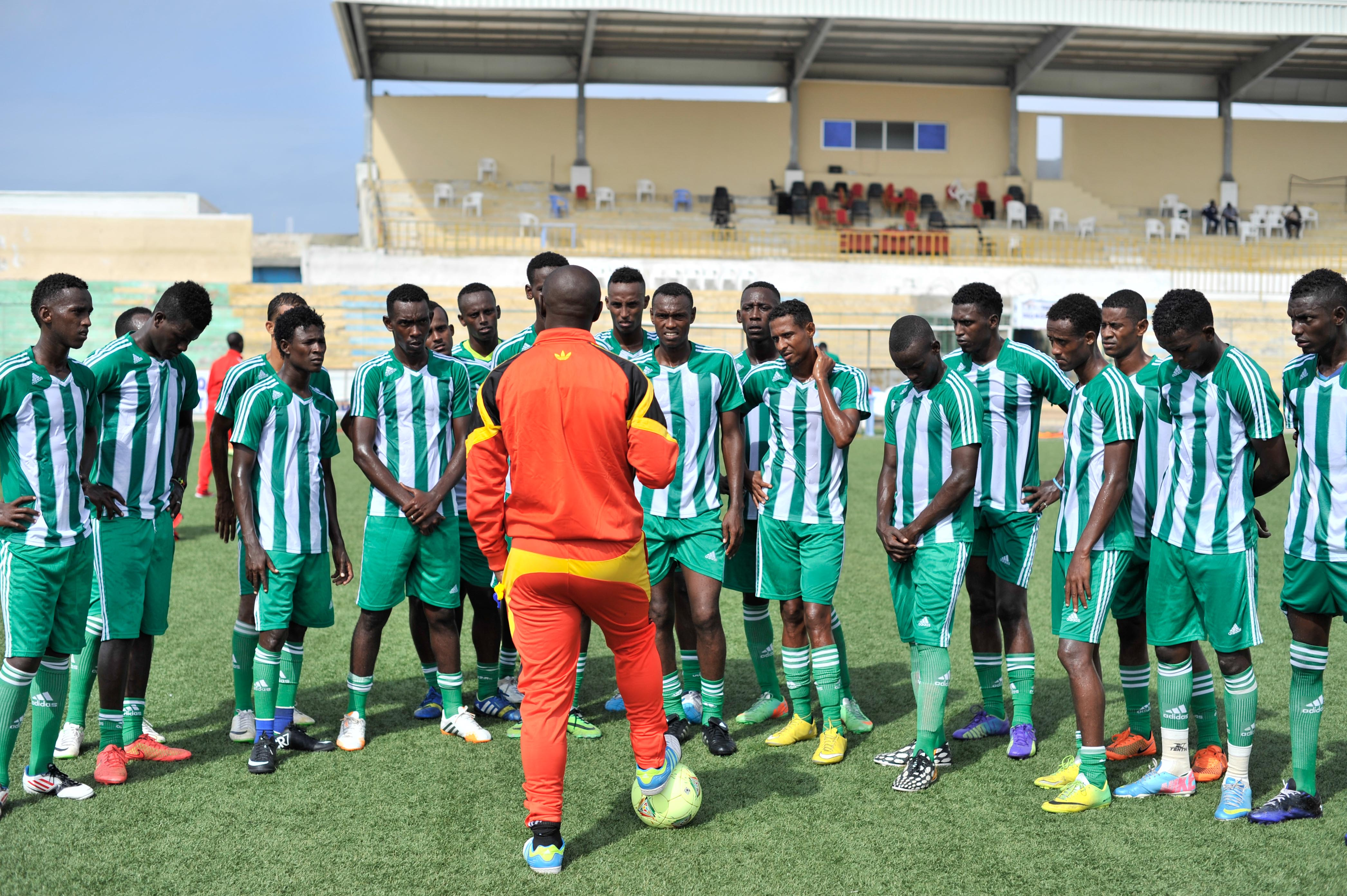

극도로 불안정한 자국 내의 치안 상황으로 인해 소말리아 대표팀의 대부분의 선수들이 해외에서 활동 중인데 유럽파는 물론 다른 대륙의 해외파가 존재한다. 소말리아 대표팀의 선수 대부분이 난민 출신으로 해외파 선수들은 주로 잉글랜드, 호주, 미국, 아일랜드, 스페인, 스위스, 스웨덴, 노르웨이, 네덜란드, 핀란드, 웨일스 등 해외의 하위 리그 및 지역 리그에서 활동 중이다. 그리고 자국 리그에서 뛰고 있는 선수들도 몇몇 존재하며 몰타, 탄자니아, 케냐 등 해외 축구 약소국의 최상위 리그에서 활동하고 있는 해외파 선수들도 눈에 띈다.

## 국제 대회 경력

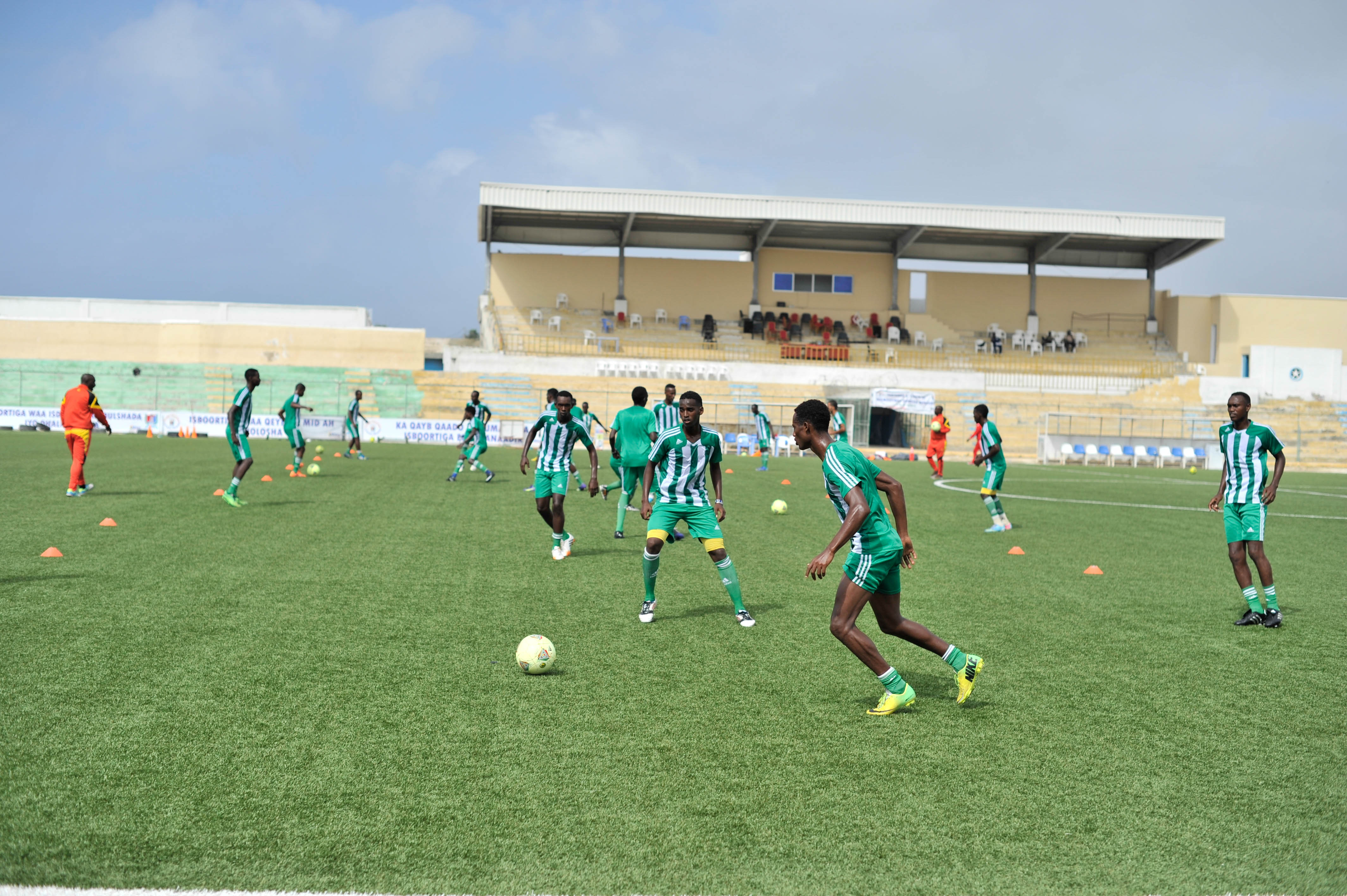

### FIFA 월드컵
짐바브웨와의 2022년 FIFA 월드컵 아프리카 지역 1차 예선에서 1·2차전 합계 2-3으로 패하며 2차 예선 진출에는 실패했지만 1차전 중립 홈 경기에서 1-0으로 꺾고 소말리아 축구 역사상 월드컵 지역 예선 첫 승을 달성했다.

### 아프리카 네이션스컵
월드컵과 마찬가지로 아프리카 네이션스컵 본선과도 인연이 전혀 없으며 1974년 예선, 1976년 예선, 1986년 예선에서 각각 1승씩 거두었고 2023년 아프리카 네이션스컵 예선 예비라운드를 통해 38년만에 아프리카 네이션스컵 예선에 모습을 드러냈지만 그나마도 에스와티니에 1·2차전 합계 1-7로 대패하며 조별라운드 진출에 실패했다.

## 기타 국제 대회 경력
세카파컵에는 25번 출전했지만 모두 조별리그를 통과하지 못했고 그나마 2019년 대회에서 1승 2무 1패로 대회 5위를 차지하면서 모든 국제 대회를 통틀어 가장 좋은 성과를 거두었다.

## FIFA 월드컵 (본선)
| 년도   | 결과      | 순위      | 경기      | 승        | 무*       | 패        | 득점      | 실점      | 승점      |
| ------ | --------- | --------- | --------- | --------- | --------- | --------- | --------- | --------- | --------- |
| 1930년 | 독립 이전 | 독립 이전 | 독립 이전 | 독립 이전 | 독립 이전 | 독립 이전 | 독립 이전 | 독립 이전 | 독립 이전 |
| 1934년 | 독립 이전 | 독립 이전 | 독립 이전 | 독립 이전 | 독립 이전 | 독립 이전 | 독립 이전 | 독립 이전 | 독립 이전 |
| 1938년 | 독립 이전 | 독립 이전 | 독립 이전 | 독립 이전 | 독립 이전 | 독립 이전 | 독립 이전 | 독립 이전 | 독립 이전 |
| 1950년 | 독립 이전 | 독립 이전 | 독립 이전 | 독립 이전 | 독립 이전 | 독립 이전 | 독립 이전 | 독립 이전 | 독립 이전 |
| 1954년 | 독립 이전 | 독립 이전 | 독립 이전 | 독립 이전 | 독립 이전 | 독립 이전 | 독립 이전 | 독립 이전 | 독립 이전 |
| 1958년 | 독립 이전 | 독립 이전 | 독립 이전 | 독립 이전 | 독립 이전 | 독립 이전 | 독립 이전 | 독립 이전 | 독립 이전 |
| 1962년 | 없음      | 없음      | 없음      | 없음      | 없음      | 없음      | 없음      | 없음      | 없음      |
| 1966년 | 불참      | 불참      | 불참      | 불참      | 불참      | 불참      | 불참      | 불참      | 불참      |
| 1970년 | 불참      | 불참      | 불참      | 불참      | 불참      | 불참      | 불참      | 불참      | 불참      |
| 1974년 | 불참      | 불참      | 불참      | 불참      | 불참      | 불참      | 불참      | 불참      | 불참      |
| 1978년 | 불참      | 불참      | 불참      | 불참      | 불참      | 불참      | 불참      | 불참      | 불참      |
| 1982년 | 예선 탈락 | 예선 탈락 | 예선 탈락 | 예선 탈락 | 예선 탈락 | 예선 탈락 | 예선 탈락 | 예선 탈락 | 예선 탈락 |
| 1986년 | 불참      | 불참      | 불참      | 불참      | 불참      | 불참      | 불참      | 불참      | 불참      |
| 1990년 | 불참      | 불참      | 불참      | 불참      | 불참      | 불참      | 불참      | 불참      | 불참      |
| 1994년 | 불참      | 불참      | 불참      | 불참      | 불참      | 불참      | 불참      | 불참      | 불참      |
| 1998년 | 불참      | 불참      | 불참      | 불참      | 불참      | 불참      | 불참      | 불참      | 불참      |
| 2002년 | 예선 탈락 | 예선 탈락 | 예선 탈락 | 예선 탈락 | 예선 탈락 | 예선 탈락 | 예선 탈락 | 예선 탈락 | 예선 탈락 |
| 2006년 | 예선 탈락 | 예선 탈락 | 예선 탈락 | 예선 탈락 | 예선 탈락 | 예선 탈락 | 예선 탈락 | 예선 탈락 | 예선 탈락 |
| 2010년 | 예선 탈락 | 예선 탈락 | 예선 탈락 | 예선 탈락 | 예선 탈락 | 예선 탈락 | 예선 탈락 | 예선 탈락 | 예선 탈락 |
| 2014년 | 예선 탈락 | 예선 탈락 | 예선 탈락 | 예선 탈락 | 예선 탈락 | 예선 탈락 | 예선 탈락 | 예선 탈락 | 예선 탈락 |
| 2018년 | 예선 탈락 | 예선 탈락 | 예선 탈락 | 예선 탈락 | 예선 탈락 | 예선 탈락 | 예선 탈락 | 예선 탈락 | 예선 탈락 |
| 2022년 | 예선 탈락 | 예선 탈락 | 예선 탈락 | 예선 탈락 | 예선 탈락 | 예선 탈락 | 예선 탈락 | 예선 탈락 | 예선 탈락 |
| 합계   |           |           |           |           |           |           |           |           |           |

### FIFA 월드컵 (예선)
| 1930년 | 독립 이전                                     | 독립 이전                                     | 독립 이전                                     | 독립 이전                                     | 독립 이전                                     | 독립 이전                                     | 독립 이전                                     |                                               |                                               |
| 1934년 | 독립 이전                                     | 독립 이전                                     | 독립 이전                                     | 독립 이전                                     | 독립 이전                                     | 독립 이전                                     | 독립 이전                                     |                                               |                                               |
| 1938년 | 독립 이전                                     | 독립 이전                                     | 독립 이전                                     | 독립 이전                                     | 독립 이전                                     | 독립 이전                                     | 독립 이전                                     |                                               |                                               |
| 1950년 | 독립 이전                                     | 독립 이전                                     | 독립 이전                                     | 독립 이전                                     | 독립 이전                                     | 독립 이전                                     | 독립 이전                                     |                                               |                                               |
| 1954년 | 독립 이전                                     | 독립 이전                                     | 독립 이전                                     | 독립 이전                                     | 독립 이전                                     | 독립 이전                                     | 독립 이전                                     |                                               |                                               |
| 1958년 | 독립 이전                                     | 독립 이전                                     | 독립 이전                                     | 독립 이전                                     | 독립 이전                                     | 독립 이전                                     | 독립 이전                                     |                                               |                                               |
| 1962년 | 없음                                          | 없음                                          | 없음                                          | 없음                                          | 없음                                          | 없음                                          | 없음                                          |                                               |                                               |
| 1966년 | 불참                                          | 불참                                          | 불참                                          | 불참                                          | 불참                                          | 불참                                          | 불참                                          |                                               |                                               |
| 1970년 | 불참                                          | 불참                                          | 불참                                          | 불참                                          | 불참                                          | 불참                                          | 불참                                          |                                               |                                               |
| 1974년 | 불참                                          | 불참                                          | 불참                                          | 불참                                          | 불참                                          | 불참                                          | 불참                                          |                                               |                                               |
| 1978년 | 불참                                          | 불참                                          | 불참                                          | 불참                                          | 불참                                          | 불참                                          | 불참                                          |                                               |                                               |
| 1982년 | 2                                             | 0                                             | 2                                             | 0                                             | 1                                             | 1                                             | 2                                             |                                               |                                               |
| 1986년 | 불참                                          | 불참                                          | 불참                                          | 불참                                          | 불참                                          | 불참                                          | 불참                                          |                                               |                                               |
| 1990년 | 불참                                          | 불참                                          | 불참                                          | 불참                                          | 불참                                          | 불참                                          | 불참                                          |                                               |                                               |
| 1994년 | 불참                                          | 불참                                          | 불참                                          | 불참                                          | 불참                                          | 불참                                          | 불참                                          |                                               |                                               |
| 1998년 | 불참                                          | 불참                                          | 불참                                          | 불참                                          | 불참                                          | 불참                                          | 불참                                          |                                               |                                               |
| 2002년 | 2                                             | 0                                             | 0                                             | 2                                             | 0                                             | 6                                             | 0                                             |                                               |                                               |
| 2006년 | 2                                             | 0                                             | 0                                             | 2                                             | 0                                             | 7                                             | 0                                             |                                               |                                               |
| 2010년 | 1                                             | 0                                             | 0                                             | 1                                             | 0                                             | 1                                             | 0                                             |                                               |                                               |
| 2014년 | 2                                             | 0                                             | 1                                             | 1                                             | 0                                             | 5                                             | 1                                             |                                               |                                               |
| 2018년 | 2                                             | 0                                             | 0                                             | 2                                             | 0                                             | 6                                             | 0                                             |                                               |                                               |
| 2022년 | 2                                             | 1                                             | 0                                             | 1                                             | 2                                             | 3                                             | 3                                             |                                               |                                               |
| 합계   | 13                                            | 1                                             | 3                                             | 9                                             | 3                                             | 29                                            | 6                                             |                                               |                                               |
| 순위   | 월드컵 예선 승점 순위 : 203위 (아프리카 52위) | 월드컵 예선 승점 순위 : 203위 (아프리카 52위) | 월드컵 예선 승점 순위 : 203위 (아프리카 52위) | 월드컵 예선 승점 순위 : 203위 (아프리카 52위) | 월드컵 예선 승점 순위 : 203위 (아프리카 52위) | 월드컵 예선 승점 순위 : 203위 (아프리카 52위) | 월드컵 예선 승점 순위 : 203위 (아프리카 52위) | 월드컵 예선 승점 순위 : 203위 (아프리카 52위) | 월드컵 예선 승점 순위 : 203위 (아프리카 52위) |

## 아프리카 네이션스컵
- 1962년 ~ 1968년 - 비회원국
- 1970년 ~ 1972년 - 불참
- 1974년 ~ 1976년 - 예선 탈락
- 1978년 - 불참
- 1980년 - 기권
- 1982년 - 불참
- 1984년 - 예선 도중 기권
- 1986년 ~ 1988년 - 예선 탈락
- 1990년 ~ 2004년 - 불참
- 2006년 - 예선 탈락
- 2008년 - 불참
- 2010년 - 예선 탈락
- 2012년 ~ 2021년 - 불참

### 아프리카 네이션스컵 (예선)
| 아프리카 네이션스컵 예선 기록 | 아프리카 네이션스컵 예선 기록 | 아프리카 네이션스컵 예선 기록 | 아프리카 네이션스컵 예선 기록 | 아프리카 네이션스컵 예선 기록 | 아프리카 네이션스컵 예선 기록 | 아프리카 네이션스컵 예선 기록 | 아프리카 네이션스컵 예선 기록 |
| 년도                          | 경기                          | 승                            | 무*                           | 패                            | 득점                          | 실점                          | 승점                          |
| ----------------------------- | ----------------------------- | ----------------------------- | ----------------------------- | ----------------------------- | ----------------------------- | ----------------------------- | ----------------------------- |
| 1957년                        | 독립 이전                     | 독립 이전                     | 독립 이전                     | 독립 이전                     | 독립 이전                     | 독립 이전                     | 독립 이전                     |
| 1959년                        | 독립 이전                     | 독립 이전                     | 독립 이전                     | 독립 이전                     | 독립 이전                     | 독립 이전                     | 독립 이전                     |
| 1962년                        | 비회원국                      | 비회원국                      | 비회원국                      | 비회원국                      | 비회원국                      | 비회원국                      | 비회원국                      |
| 1963년                        | 비회원국                      | 비회원국                      | 비회원국                      | 비회원국                      | 비회원국                      | 비회원국                      | 비회원국                      |
| 1965년                        | 비회원국                      | 비회원국                      | 비회원국                      | 비회원국                      | 비회원국                      | 비회원국                      | 비회원국                      |
| 1968년                        | 비회원국                      | 비회원국                      | 비회원국                      | 비회원국                      | 비회원국                      | 비회원국                      | 비회원국                      |
| 1970년                        | 불참                          | 불참                          | 불참                          | 불참                          | 불참                          | 불참                          | 불참                          |
| 1972년                        | 불참                          | 불참                          | 불참                          | 불참                          | 불참                          | 불참                          | 불참                          |
| 1974년                        | 2                             | 1                             | 0                             | 1                             | 2                             | 5                             | 3                             |
| 1976년                        | 2                             | 1                             | 0                             | 1                             | 1                             | 2                             | 3                             |
| 1978년                        | 불참                          | 불참                          | 불참                          | 불참                          | 불참                          | 불참                          | 불참                          |
| 1980년                        | 기권                          | 기권                          | 기권                          | 기권                          | 기권                          | 기권                          | 기권                          |
| 1982년                        | 불참                          | 불참                          | 불참                          | 불참                          | 불참                          | 불참                          | 불참                          |
| 1984년                        | 1                             | 0                             | 0                             | 1                             | 0                             | 1                             | 0                             |
| 1986년                        | 2                             | 1                             | 0                             | 1                             | 1                             | 1                             | 3                             |
| 1988년                        | 2                             | 0                             | 1                             | 1                             | 0                             | 5                             | 1                             |
| 1990년                        | 불참                          | 불참                          | 불참                          | 불참                          | 불참                          | 불참                          | 불참                          |
| 1992년                        | 불참                          | 불참                          | 불참                          | 불참                          | 불참                          | 불참                          | 불참                          |
| 1994년                        | 불참                          | 불참                          | 불참                          | 불참                          | 불참                          | 불참                          | 불참                          |
| 1996년                        | 불참                          | 불참                          | 불참                          | 불참                          | 불참                          | 불참                          | 불참                          |
| 1998년                        | 불참                          | 불참                          | 불참                          | 불참                          | 불참                          | 불참                          | 불참                          |
| 2000년                        | 불참                          | 불참                          | 불참                          | 불참                          | 불참                          | 불참                          | 불참                          |
| 2002년                        | 불참                          | 불참                          | 불참                          | 불참                          | 불참                          | 불참                          | 불참                          |
| 2004년                        | 불참                          | 불참                          | 불참                          | 불참                          | 불참                          | 불참                          | 불참                          |
| 2006년                        | 2                             | 0                             | 0                             | 2                             | 0                             | 7                             | 0                             |
| 2008년                        | 불참                          | 불참                          | 불참                          | 불참                          | 불참                          | 불참                          | 불참                          |
| 2010년                        | 1                             | 0                             | 0                             | 1                             | 0                             | 1                             | 0                             |
| 2012년                        | 불참                          | 불참                          | 불참                          | 불참                          | 불참                          | 불참                          | 불참                          |
| 2013년                        | 불참                          | 불참                          | 불참                          | 불참                          | 불참                          | 불참                          | 불참                          |
| 2015년                        | 불참                          | 불참                          | 불참                          | 불참                          | 불참                          | 불참                          | 불참                          |
| 2017년                        | 불참                          | 불참                          | 불참                          | 불참                          | 불참                          | 불참                          | 불참                          |
| 2019년                        | 불참                          | 불참                          | 불참                          | 불참                          | 불참                          | 불참                          | 불참                          |
| 2021년                        | 불참                          | 불참                          | 불참                          | 불참                          | 불참                          | 불참                          | 불참                          |
| 합계                          | 12                            | 3                             | 1                             | 8                             | 4                             | 22                            | 10                            |

## 판 아랍 게임
| 판 아랍 게임 기록 | 판 아랍 게임 기록 | 판 아랍 게임 기록 | 판 아랍 게임 기록 | 판 아랍 게임 기록 | 판 아랍 게임 기록 | 판 아랍 게임 기록 | 판 아랍 게임 기록 | 판 아랍 게임 기록 | 판 아랍 게임 기록 |
| 년도              | 결과              | 순위              | 경기              | 승                | 무*               | 패                | 득점              | 실점              | 승점              |
| ----------------- | ----------------- | ----------------- | ----------------- | ----------------- | ----------------- | ----------------- | ----------------- | ----------------- | ----------------- |
| 1953년            | 독립 이전         | 독립 이전         | 독립 이전         | 독립 이전         | 독립 이전         | 독립 이전         | 독립 이전         | 독립 이전         | 독립 이전         |
| 1957년            | 독립 이전         | 독립 이전         | 독립 이전         | 독립 이전         | 독립 이전         | 독립 이전         | 독립 이전         | 독립 이전         | 독립 이전         |
| 1961년            | 불참              | 불참              | 불참              | 불참              | 불참              | 불참              | 불참              | 불참              | 불참              |
| 1965년            | 불참              | 불참              | 불참              | 불참              | 불참              | 불참              | 불참              | 불참              | 불참              |
| 1976년            | 불참              | 불참              | 불참              | 불참              | 불참              | 불참              | 불참              | 불참              | 불참              |
| 1985년            | 조별리그          | 7위               | 3                 | 1                 | 0                 | 2                 | 5                 | 6                 | 3                 |
| 1992년            | 불참              | 불참              | 불참              | 불참              | 불참              | 불참              | 불참              | 불참              | 불참              |
| 1997년            | 불참              | 불참              | 불참              | 불참              | 불참              | 불참              | 불참              | 불참              | 불참              |
| 1999년            | 불참              | 불참              | 불참              | 불참              | 불참              | 불참              | 불참              | 불참              | 불참              |
| 2004년            | 축구 종목 제외    | 축구 종목 제외    | 축구 종목 제외    | 축구 종목 제외    | 축구 종목 제외    | 축구 종목 제외    | 축구 종목 제외    | 축구 종목 제외    | 축구 종목 제외    |
| 2007년            | 기권              | 기권              | 기권              | 기권              | 기권              | 기권              | 기권              | 기권              | 기권              |
| 2011년            | 기권              | 기권              | 기권              | 기권              | 기권              | 기권              | 기권              | 기권              | 기권              |
| 합계              | 1회 출전(1/9)     | 조별리그(1회)     | 3                 | 1                 | 0                 | 2                 | 5                 | 6                 | 3                 |

## 주요 선수
- 사이드 아웨이스 알리
- 모하무드 알리 모하메드
- 오마르 모하메드
- 압드 엘 아지즈 유세프
- 하산 압디누르 게세이
- 아흐메드 알리
- 아바스 아민
- 모하무드 압디누르
- 압둘라히 오마르 에갈
- 아유브 다우드